# 2004
Il 2004 (MMIV in numeri romani) è un anno bisestile del XXI secolo.
È stato proclamato anno internazionale del riso.

## Eventi

### Gennaio
- 1º gennaio – Pervez Musharraf ottiene la fiducia dal Parlamento e dalle assemblee provinciali del Pakistan, per continuare come Presidente del Pakistan.
- 3 gennaio – Egitto: precipita un Boeing 737 con 148 persone – quasi tutti turisti francesi – subito dopo il decollo dall'aeroporto Internazionale di Sharm el-Sheikh: nessun superstite.
- 4 gennaio – Mikheil Saak'ashvili vince le elezioni presidenziali in Georgia.
- 6 gennaio – Afghanistan: due ordigni esplodono nella città di Kandahar, ex roccaforte del deposto regime talebano provocando quindici vittime, per lo più adolescenti in uscita da una vicina scuola.
- 16 gennaio – India: a Mumbai si aprono i lavori del quarto Forum sociale mondiale (finiranno il 21 gennaio).

### Febbraio
- 1º febbraio
  - Arabia Saudita: oltre 240 persone muoiono nella calca durante il consueto pellegrinaggio annuale alla Mecca.
  - Kurdistan iracheno: attentato terroristico in due sedi di partito ad Arbil. Oltre cento le vittime.
- 26 febbraio – Boris Trajkovski, presidente della Macedonia del Nord, muore in uno schianto aereo nei pressi di Mostar, Bosnia ed Erzegovina.
- 29 febbraio
  - Haiti: il presidente Jean-Bertrand Aristide fugge dal paese in rivolta.
  - Asia: milioni di polli vengono uccisi in seguito a un'epidemia di influenza aviaria che ha causato la morte di almeno trenta persone.

### Marzo
- 2 marzo – Iraq: più di 140 sciiti rimangono uccisi in attacchi suicidi coordinati in due città irachene, Kerbela e Baghdad, nel corso di cerimonie per una festività religiosa.
- 11 marzo – Spagna: una serie di attentati a treni sconvolge la capitale Madrid: le vittime sono 191 morti e oltre un migliaio di feriti. Gli attacchi sono stati effettuati da una cellula marocchina affiliata ad Al-Qaida; questo giorno verrà ricordato come 11-M in tutta la Spagna.
- 14 marzo – Spagna: il socialista José Luis Rodríguez Zapatero vince le elezioni politiche, diventando nuovo primo ministro.
- 29 marzo – Bulgaria, Estonia, Lettonia, Lituania, Romania, Slovacchia e Slovenia diventano membri della NATO.

### Aprile
- 24 aprile – Cipro: respinto il referendum sull'unificazione.
- 27 aprile – Sudafrica: Thabo Mbeki inaugura il suo secondo mandato come presidente.
- 28 aprile – Iraq: scoppia lo scandalo della prigione di Abu Ghraib con la diffusione delle prime immagini delle torture ai detenuti.

### Maggio
- 1º maggio – Unione europea: entrano a farne parte dieci nuovi Paesi: Polonia, Slovenia, Ungheria, Malta, Cipro, Lettonia, Estonia, Lituania, Repubblica Ceca e Slovacchia.
- 13 maggio – India: Sonia Gandhi vince le elezioni generali, ma non accetta la nomina a premier. Nuovo primo ministro diventa Manmohan Singh, il primo capo del governo di etnia sikh.
- 14 maggio – Copenaghen: nella Cattedrale di Copenaghen il principe Frederik di Danimarca e Mary Donaldson si uniscono in matrimonio.
- 15 maggio – l'Ucraina vince l'Eurovision Song Contest, ospitato ad Istanbul, Turchia.
- 22 maggio – Madrid: nella cattedrale di Nostra Signora de Almudena, il principe Felipe e Letizia Ortiz si uniscono in matrimonio.

### Giugno
- 9-13 giugno – Unione europea: nei 25 stati si svolgono le elezioni per il Parlamento europeo.
- 28 giugno – Iraq: trasferimento formale della sovranità nazionale dalla coalizione guidata dagli USA al governo di transizione iracheno. È nominato premier ad interim Iyad Allawi.

### Luglio
- 1º luglio – Iraq: Saddam Hussein, accusato di crimini di guerra, fa la sua prima apparizione in un'aula di giustizia dal giorno della sua cattura.

### Agosto
- 11 agosto – Sudan: emerge all'attenzione dell'opinione pubblica internazionale la persecuzione etnica condotta dalle milizie pro-governative in Darfur, nella parte meridionale dell'esteso paese africano. Si stima che più di 50.000 persone siano state uccise ed oltre un milione sia stato costretto ad abbandonare le proprie case.
- 22 agosto – Norvegia: due uomini rubano in pieno giorno, nel Museo Munch di Oslo, due quadri di Edvard Munch: L'urlo e la Madonna. I quadri non avevano alcun tipo di protezione.

### Settembre

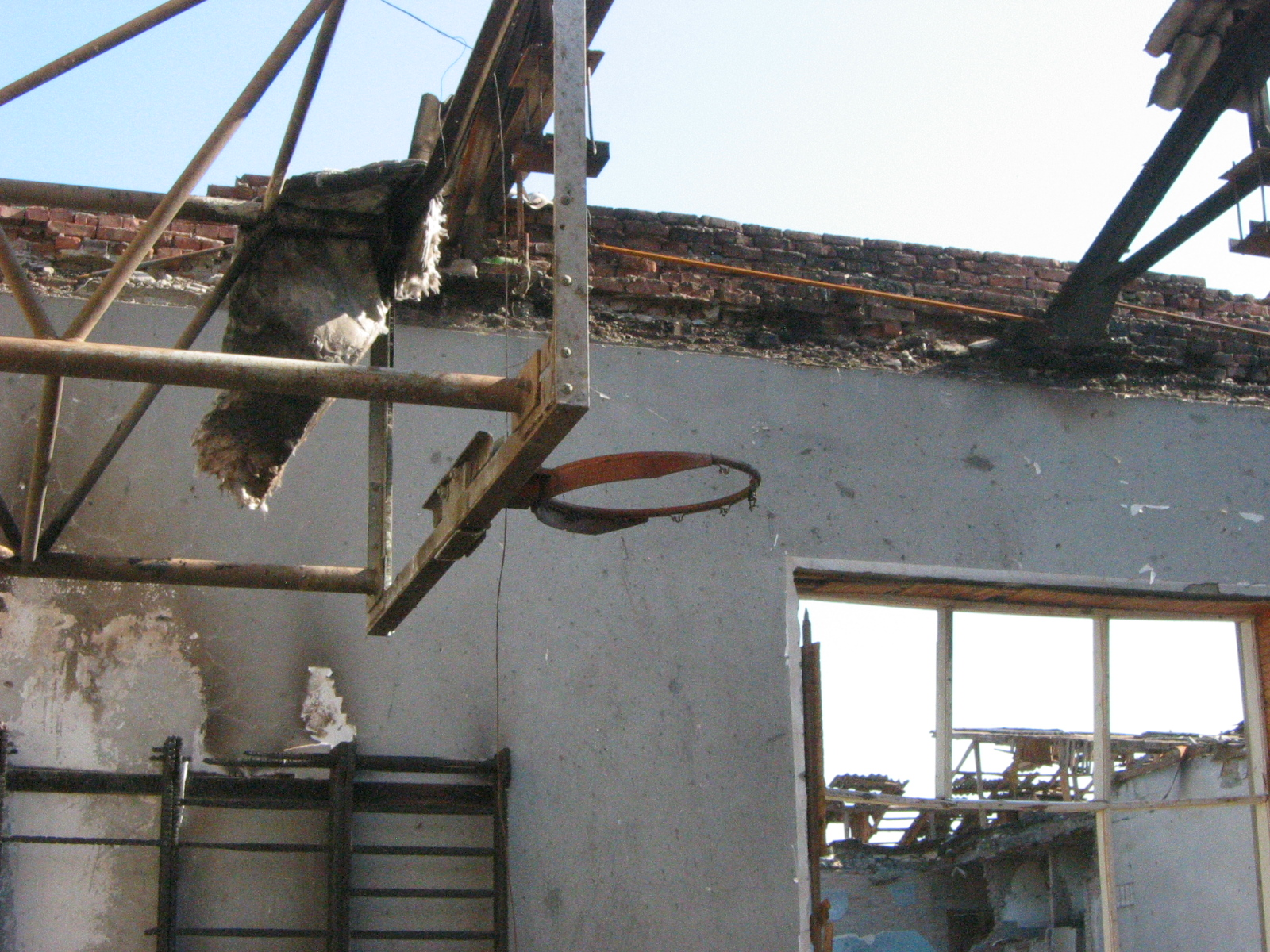
La palestra della Scuola Numero 1 sventrata durante la strage di Beslan

- 1º settembre – Beslan: un commando di terroristi ceceni prende in ostaggio un'intera scuola, nella regione dell'Ossezia del Nord. L'assedio si conclude 2 giorni più tardi, con 330 morti (186 dei quali studenti).
- 11 settembre – Grecia: si inabissa nel Mar Egeo l'elicottero che trasporta il patriarca greco-ortodosso di Alessandria d'Egitto, Petro VII, ed altre 17 persone.
- 20 settembre – gli Stati Uniti d'America revocano l'embargo militare e commerciale con la Libia.
- 28 settembre – quattro violenti uragani devastano i Caraibi e gli stati sud orientali degli USA. Più di 3 000 i morti, danni stimati attorno ai 40 miliardi di dollari.

### Ottobre
- 8 ottobre – Afghanistan: si svolgono le prime elezioni presidenziali dirette nel paese asiatico. Viene eletto premier Hamid Karzai.
- 15 ottobre – Iraq: inizia l'operazione militare contro la roccaforte degli guerriglieri a Falluja e in altri centri minori. La città verrà espugnata al prezzo di numerose vittime.
- 23 ottobre – Giappone: un violento terremoto si verifica vicino alla città di Nagaoka.

### Novembre
- 2 novembre – Stati Uniti: George W. Bush batte John Kerry alle elezioni presidenziali ed ottiene il suo secondo mandato.
- 4 novembre – Russia: il Presidente Vladimir Putin firma il protocollo di Kyoto sul riscaldamento globale. Il protocollo potrà così entrare in vigore nel 2005.
- 22 novembre – Ucraina: inizio della Rivoluzione arancione.

### Dicembre
- 3 dicembre
  - Ucraina: la Corte Suprema stabilisce che le elezioni presidenziali di novembre, vinte da Viktor Janukovyč, devono essere ripetute.
  - Spagna: l'ETA torna a colpire. Esplodono 5 ordigni a Madrid, senza causare vittime.
- 26 dicembre
  - Un terremoto, con conseguente maremoto, di proporzioni devastanti, (9,1 sulla magnitudo momento), con epicentro al largo di Sumatra (Oceano Indiano), sconvolge una vastissima area del Sud-Est Asiatico, dalle coste della Thailandia e dell'Indonesia fino allo Sri Lanka e parte dell'Africa (ad oltre 4 500 km di distanza). L'ondata anomala generata dal terremoto si abbatterà per centinaia di metri nell'entroterra e sulle coste, causando oltre 400 000 vittime tra morti e dispersi.
  - Ucraina: il liberale Viktor Juščenko, candidato dell'opposizione filo-occidentale, vince le elezioni presidenziali
- 31 dicembre – In Argentina il lancio di un petardo causa l'incendio della discoteca República Cromañón di Buenos Aires: il bilancio è di 194 morti e oltre 800 feriti.

## Scienza e tecnologia
- 4 gennaio – USA: giungono al centro NASA di Pasadena (California) le prime immagini rilanciate dalla sonda spaziale Spirit atterrata sul pianeta Marte. Una seconda sonda, Opportunity, atterrerà sulla parte opposta del pianeta qualche settimana più tardi.
- 25 gennaio – Dopo essere partita a metà luglio dell'anno precedente, il robot (rover) della NASA Opportunity atterra sul suolo di Marte.
- 1º febbraio Scienziati del Joint Institute for Nuclear Research e del Lawrence Livermore National Laboratory riportano la scoperta degli elementi Ununtrio e Ununpentio su Physical Review.
- 4 febbraio – Mark Zuckerberg crea Facebook.
- 21 giugno – la Scaled Composites SpaceShipOne compie il primo volo spaziale sviluppato con soli fondi privati.
- 30 giugno – la sonda Cassini è la prima navicella spaziale ad entrare nell'orbita di Saturno, il pianeta gigante con gli anelli.
- 3 agosto – Stati Uniti: viene lanciata da Cape Canaveral la sonda MESSENGER alla volta di Mercurio, dopo 30 anni dall'ultima sonda inviata verso il pianeta. Il lancio, previsto per il giorno prima, viene rinviato all'ultimo momento a causa della tempesta tropicale Alex.
- 20 ottobre – nasce il sistema operativo open source Ubuntu col rilascio della prima versione: 4.10 Warty Warthog.
- 22 ottobre – la rivista di divulgazione scientifica Nature pubblica la scoperta di una nuova specie umana, Homo floresiensis, sull'isola di Flores, Indonesia.
- 26 ottobre – la sonda Cassini-Huygens invia alla Terra le prime immagini particolareggiate di Titano, il satellite di Saturno.
- 9 novembre – Mozilla Foundation lancia la versione 1.0 del suo browser, Mozilla Firefox.
- 26 novembre – Cina: muore, poche ore dopo la nascita, il primo bufalo acquatico clonato. Il responsabile del progetto, il dottor Shi Deshun, spiega che dopo 342 giorni di gestazione ed un parto cesareo, l'animale era nato sano, ma la perdita di troppo sangue a causa del taglio del cordone ombelicale ne ha provocato la morte.
- 14 dicembre – Francia: viene inaugurato il ponte sospeso più alto del mondo, il Viadotto di Millau.
- 18 dicembre – Germania: la rivista Archäologisches Korrespondenzblatt pubblica la notizia della scoperta in una grotta in Germania dello strumento musicale più antico del mondo: si tratta di un flauto di 35 000 anni fa costruito da una zanna d'avorio.
- 31 dicembre – L'Agenzia Spaziale Europea e la NASA rilevano, tramite la sonda Cassini-Huygens, un'enorme dorsale montuosa su Giapeto lunga almeno 1 300 km e alta in media 20 km.

## Sport
- 28 marzo – Miami: Roger Federer e Rafael Nadal si affrontano per la prima volta in carriera al torneo Miami Open.
- 19 maggio – Göteborg: il Valencia di Rafael Benítez si aggiudica la Coppa UEFA battendo l'Olympique Marsiglia per 2 a 0.
- 26 maggio – Gelsenkirchen: il Porto di José Mourinho si aggiudica la Champions League battendo il Monaco per 3 a 0.
- 4 luglio – Lisbona: la Grecia si laurea campione d'Europa, superando per 1-0 il Portogallo nella finale del campionato europeo: è il primo successo della selezione ellenica.
- 25 luglio – Lima: il Brasile si laurea campione d'America, superando l'Argentina nella finale della Copa América e vincendo il quarto trofeo nella nuova denominazione, il settimo nel Campionato Sudamericano.
- 7 agosto – Pechino: il Giappone si laurea campione d'Asia per la terza volta, e la seconda di fila, superando per 3-1 la Cina nella finale della Coppa d'Asia.
- 13 agosto-29 agosto – Atene: Giochi della XXVIII Olimpiade.
- 15 agosto – Michael Schumacher vince il titolo mondiale di Formula 1 al Gran Premio d'Ungheria per la settima volta in carriera e la quinta consecutiva.
- 27 agosto – Monaco: il Valencia di Claudio Ranieri si aggiudica la Supercoppa UEFA battendo il Porto per 2 a 1.
- 17 ottobre – Phillip Island: Valentino Rossi conquista il titolo mondiale, il quarto consecutivo ed il primo in sella alla Yamaha.
- 27 ottobre – New York: i Boston Red Sox tornano a vincere le World Series dopo 86 anni (il periodo della cosiddetta Maledizione del Bambino).
- 12 dicembre
  - Yokohama: il Porto si aggiudica l'ultima edizione della Coppa Intercontinentale vincendo ai rigori l'Once Caldas per 8 a 7.
  - Buenos Aires: il Boca Juniors batte in finale il Bolívar con un punteggio aggregato di 2-1, e si aggiudica per la prima volta il trofeo alla terza edizione della Coppa Sudamericana.

## Nati
Ci sono circa 1 330 voci su persone nate nel 2004; vedi la pagina Nati nel 2004 per un elenco descrittivo o la categoria Nati nel 2004 per un indice alfabetico.

## Morti
Ci sono circa 1 550 voci su persone morte nel 2004; vedi la pagina Morti nel 2004 per un elenco descrittivo o la categoria Morti nel 2004 per un indice alfabetico.

## Calendario
| Calendario 2004 | Calendario 2004 | Calendario 2004 | Calendario 2004 | Calendario 2004 | Calendario 2004 | Calendario 2004 | Calendario 2004 | Calendario 2004 | Calendario 2004 | Calendario 2004 | Calendario 2004 | Calendario 2004 | Calendario 2004 | Calendario 2004 | Calendario 2004 | Calendario 2004 | Calendario 2004 | Calendario 2004 | Calendario 2004 | Calendario 2004 | Calendario 2004 | Calendario 2004 | Calendario 2004 | Calendario 2004 | Calendario 2004 | Calendario 2004 | Calendario 2004 | Calendario 2004 | Calendario 2004 | Calendario 2004 | Calendario 2004 | Calendario 2004 |
| --------------- | --------------- | --------------- | --------------- | --------------- | --------------- | --------------- | --------------- | --------------- | --------------- | --------------- | --------------- | --------------- | --------------- | --------------- | --------------- | --------------- | --------------- | --------------- | --------------- | --------------- | --------------- | --------------- | --------------- | --------------- | --------------- | --------------- | --------------- | --------------- | --------------- | --------------- | --------------- | --------------- |
|                 | 1               | 2               | 3               | 4               | 5               | 6               | 7               | 8               | 9               | 10              | 11              | 12              | 13              | 14              | 15              | 16              | 17              | 18              | 19              | 20              | 21              | 22              | 23              | 24              | 25              | 26              | 27              | 28              | 29              | 30              | 31              |                 |
| Gennaio         | Gi              | Ve              | Sa              | Do              | Lu              | Ma              | Me              | Gi              | Ve              | Sa              | Do              | Lu              | Ma              | Me              | Gi              | Ve              | Sa              | Do              | Lu              | Ma              | Me              | Gi              | Ve              | Sa              | Do              | Lu              | Ma              | Me              | Gi              | Ve              | Sa              |                 |
| Febbraio        | Do              | Lu              | Ma              | Me              | Gi              | Ve              | Sa              | Do              | Lu              | Ma              | Me              | Gi              | Ve              | Sa              | Do              | Lu              | Ma              | Me              | Gi              | Ve              | Sa              | Do              | Lu              | Ma              | Me              | Gi              | Ve              | Sa              | Do              |                 |                 |                 |
| Marzo           | Lu              | Ma              | Me              | Gi              | Ve              | Sa              | Do              | Lu              | Ma              | Me              | Gi              | Ve              | Sa              | Do              | Lu              | Ma              | Me              | Gi              | Ve              | Sa              | Do              | Lu              | Ma              | Me              | Gi              | Ve              | Sa              | Do              | Lu              | Ma              | Me              |                 |
| Aprile          | Gi              | Ve              | Sa              | Do              | Lu              | Ma              | Me              | Gi              | Ve              | Sa              | Do              | Lu              | Ma              | Me              | Gi              | Ve              | Sa              | Do              | Lu              | Ma              | Me              | Gi              | Ve              | Sa              | Do              | Lu              | Ma              | Me              | Gi              | Ve              |                 |                 |
| Maggio          | Sa              | Do              | Lu              | Ma              | Me              | Gi              | Ve              | Sa              | Do              | Lu              | Ma              | Me              | Gi              | Ve              | Sa              | Do              | Lu              | Ma              | Me              | Gi              | Ve              | Sa              | Do              | Lu              | Ma              | Me              | Gi              | Ve              | Sa              | Do              | Lu              |                 |
| Giugno          | Ma              | Me              | Gi              | Ve              | Sa              | Do              | Lu              | Ma              | Me              | Gi              | Ve              | Sa              | Do              | Lu              | Ma              | Me              | Gi              | Ve              | Sa              | Do              | Lu              | Ma              | Me              | Gi              | Ve              | Sa              | Do              | Lu              | Ma              | Me              |                 |                 |
| Luglio          | Gi              | Ve              | Sa              | Do              | Lu              | Ma              | Me              | Gi              | Ve              | Sa              | Do              | Lu              | Ma              | Me              | Gi              | Ve              | Sa              | Do              | Lu              | Ma              | Me              | Gi              | Ve              | Sa              | Do              | Lu              | Ma              | Me              | Gi              | Ve              | Sa              |                 |
| Agosto          | Do              | Lu              | Ma              | Me              | Gi              | Ve              | Sa              | Do              | Lu              | Ma              | Me              | Gi              | Ve              | Sa              | Do              | Lu              | Ma              | Me              | Gi              | Ve              | Sa              | Do              | Lu              | Ma              | Me              | Gi              | Ve              | Sa              | Do              | Lu              | Ma              |                 |
| Settembre       | Me              | Gi              | Ve              | Sa              | Do              | Lu              | Ma              | Me              | Gi              | Ve              | Sa              | Do              | Lu              | Ma              | Me              | Gi              | Ve              | Sa              | Do              | Lu              | Ma              | Me              | Gi              | Ve              | Sa              | Do              | Lu              | Ma              | Me              | Gi              |                 |                 |
| Ottobre         | Ve              | Sa              | Do              | Lu              | Ma              | Me              | Gi              | Ve              | Sa              | Do              | Lu              | Ma              | Me              | Gi              | Ve              | Sa              | Do              | Lu              | Ma              | Me              | Gi              | Ve              | Sa              | Do              | Lu              | Ma              | Me              | Gi              | Ve              | Sa              | Do              |                 |
| Novembre        | Lu              | Ma              | Me              | Gi              | Ve              | Sa              | Do              | Lu              | Ma              | Me              | Gi              | Ve              | Sa              | Do              | Lu              | Ma              | Me              | Gi              | Ve              | Sa              | Do              | Lu              | Ma              | Me              | Gi              | Ve              | Sa              | Do              | Lu              | Ma              |                 |                 |
| Dicembre        | Me              | Gi              | Ve              | Sa              | Do              | Lu              | Ma              | Me              | Gi              | Ve              | Sa              | Do              | Lu              | Ma              | Me              | Gi              | Ve              | Sa              | Do              | Lu              | Ma              | Me              | Gi              | Ve              | Sa              | Do              | Lu              | Ma              | Me              | Gi              | Ve              |                 |

## Premi Nobel
In quest'anno sono stati conferiti i seguenti Premi Nobel:
- per la Pace: Wangari Maathai
- per la Letteratura: Elfriede Jelinek
- per la Medicina: Richard Axel, Linda Buck
- per la Fisica: David Gross, David Politzer, Frank Wilczek
- per la Chimica: Aaron Ciechanover, Avram Hershko e Irwin Rose
- per l'Economia: Finn Kydland e Edward Prescott